# Villers-sous-Ailly
Villers-sous-Ailly (picardisch: Vilèr-dsous-Ailly) ist eine nordfranzösische Gemeinde mit 174 Einwohnern (Stand 1. Januar 2022) im Département Somme in der Region Hauts-de-France. Die Gemeinde liegt im Arrondissement Abbeville und ist Teil der Communauté de communes Ponthieu-Marquenterre und des Kantons Rue.

## Geographie
Die zwischen der ehemaligen Route nationale 35 und der Autoroute A16 in einem Trockental gelegene Gemeinde schließt unmittelbar südöstlich an das Gebiet von Ailly-le-Haut-Clocher an.

## Einwohner
| 1962 | 1968 | 1975 | 1982 | 1990 | 1999 | 2006 | 2011 |
| ---- | ---- | ---- | ---- | ---- | ---- | ---- | ---- |
| 142  | 143  | 109  | 122  | 146  | 146  | 176  | 189  |

## Sehenswürdigkeiten

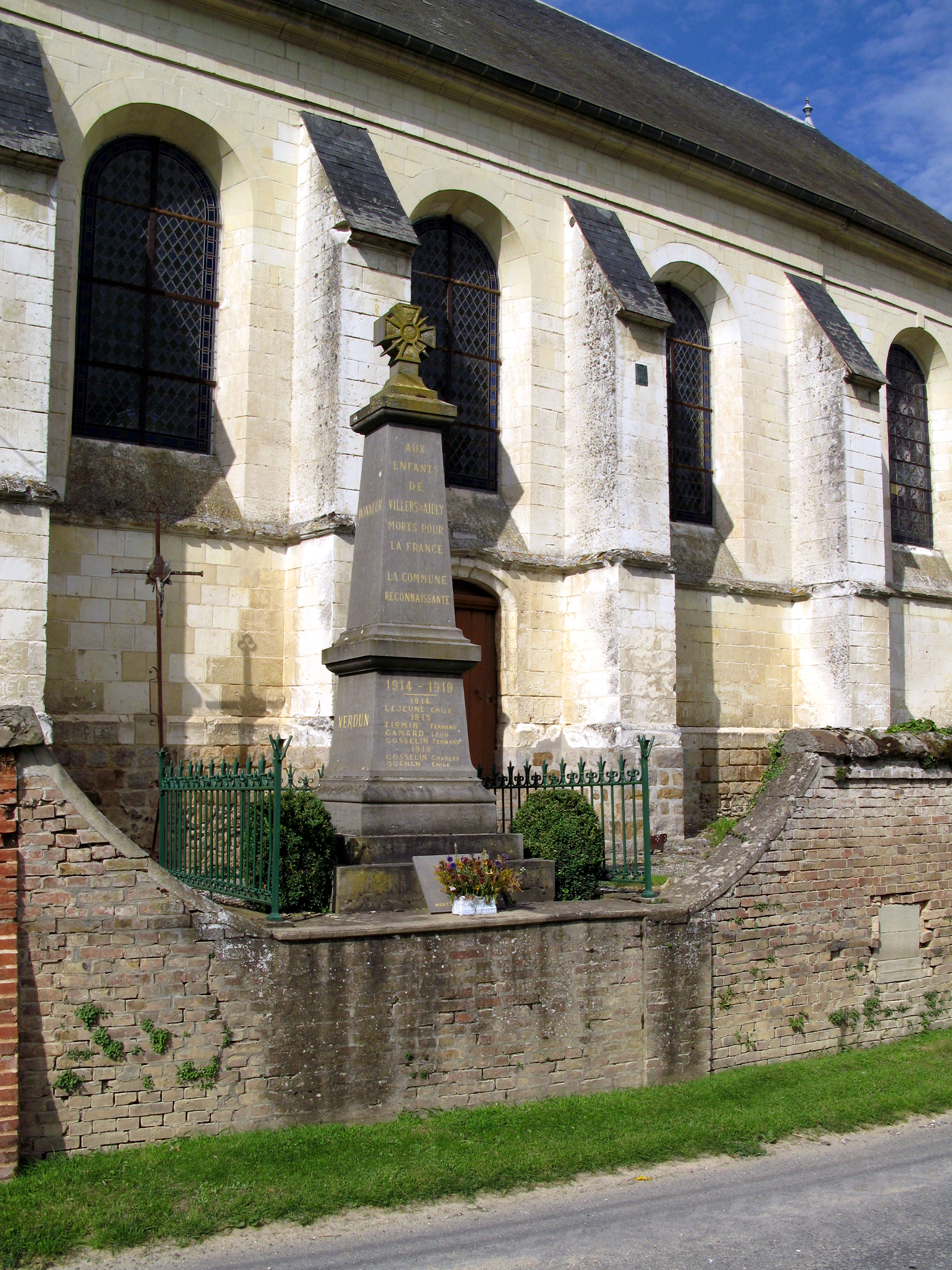
Kriegerdenkmal vor der Kirche

Kirche Saint-Aubin

- Kirche Saint-Aubin[1]
- Kriegerdenkmal